# Renate Brümmer
Renate Luise Brümmer (4 de mayo de 1955) es una científica meteorológica y exastronauta alemana nacida en Suiza. Especializada en meteorología satelital, fue seleccionada como astronauta en 1987 y se jubiló en 1993.

## Educación y primeros años
Recibió el equivalente a una Maestría de Ciencias en Matemáticas y Física de la Universidad de Múnich en 1981, y un doctorado de la Universidad de Miami en Meteorología y Oceanografía Física en 1986.
Anteriormente se había titulado como maestra de escuela y enseñó matemáticas y física en una escuela secundaria. También tenía una licencia de piloto privado.

## Carrera espacial

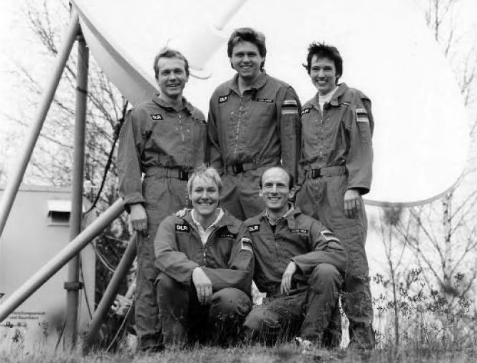
Retrato del equipo alemán de astronautas en el momento de la selección, Gerhard Thiele, Hans Schlegel, Heike Walpot, Renate Brümmer, Ulrich Walter.

El Centro Aeroespacial Alemán debía seleccionar un grupo de científicos alemanes para convertirse en astronautas para las misiones Spacelab D2 en 1986, luego de los exitosos vuelos de Ulf Merbold en 1983 y 1985; esta selección se pospuso hasta 1987 después del desastre del Challenger. Para seleccionar astronautas, se organizó un concurso en 1986 y se postularon 1400 personas; 20 % eran mujeres.  Brümmer fue una de las cinco personas en la primera selección del equipo de astronautas alemán el 3 de agosto de 1987, como especialista en cargas útiles. Dos de la selección eran mujeres, Brümmer y Heike Walpot, las primeras mujeres astronautas de Alemania. 
Completó el entrenamiento básico en 1990 con el resto del equipo alemán, luego realizó más entrenamiento específico para misiones en Europa y Estados Unidos. La tripulación de la misión STS-55 de la NASA fue seleccionada a principios de 1992, y Brümmer se hizo reserva y se entrenó para el control de vuelo y la misión. Como parte del entrenamiento grupal Spacelab D2 en Colonia y planeando usar el Transbordador Espacial en 1992, inicialmente se consideró que Brümmer volaría en la misión Mir soviética que había sido programada para el mismo tiempo, que en cambio siguió adelante como Soyuz TM-14 con en su mayoría astronautas rusos y alemanes seleccionados después de los primeros cinco.
Para STS-55, en 1993, fue astronauta de reserva y apoyó a los astronautas voladores del centro de control de Oberpfaffenhofen durante la misión; si hubiera volado, habría sido la primera maestra en orbitar la Tierra. El equipo de astronautas alemanes se disolvió más tarde en 1993.  

## Carrera posterior
Brümmer es meteoróloga profesional; había sido investigadora asociada en la Universidad de Colorado Boulder en el momento de su selección de astronauta. Después de retirarse como astronauta, regresó a Boulder, Colorado, para convertirse en investigadora de la Administración Nacional Oceánica y Atmosférica .  
Se unió a la Corporación Universitaria para la Investigación Atmosférica (CIRA) en 1995 en Colorado-Boulder. Inicialmente, trabajó como parte del Programa GLOBE y en la ejecución del proyecto FX-Net para ofrecer interfaces de pronóstico a través de Internet. En la década de 2010, comenzó a trabajar como coordinadora de la Subdivisión de Meteorología Regional y de Mesoescala, investigando aplicaciones de satélites. 